# Tug

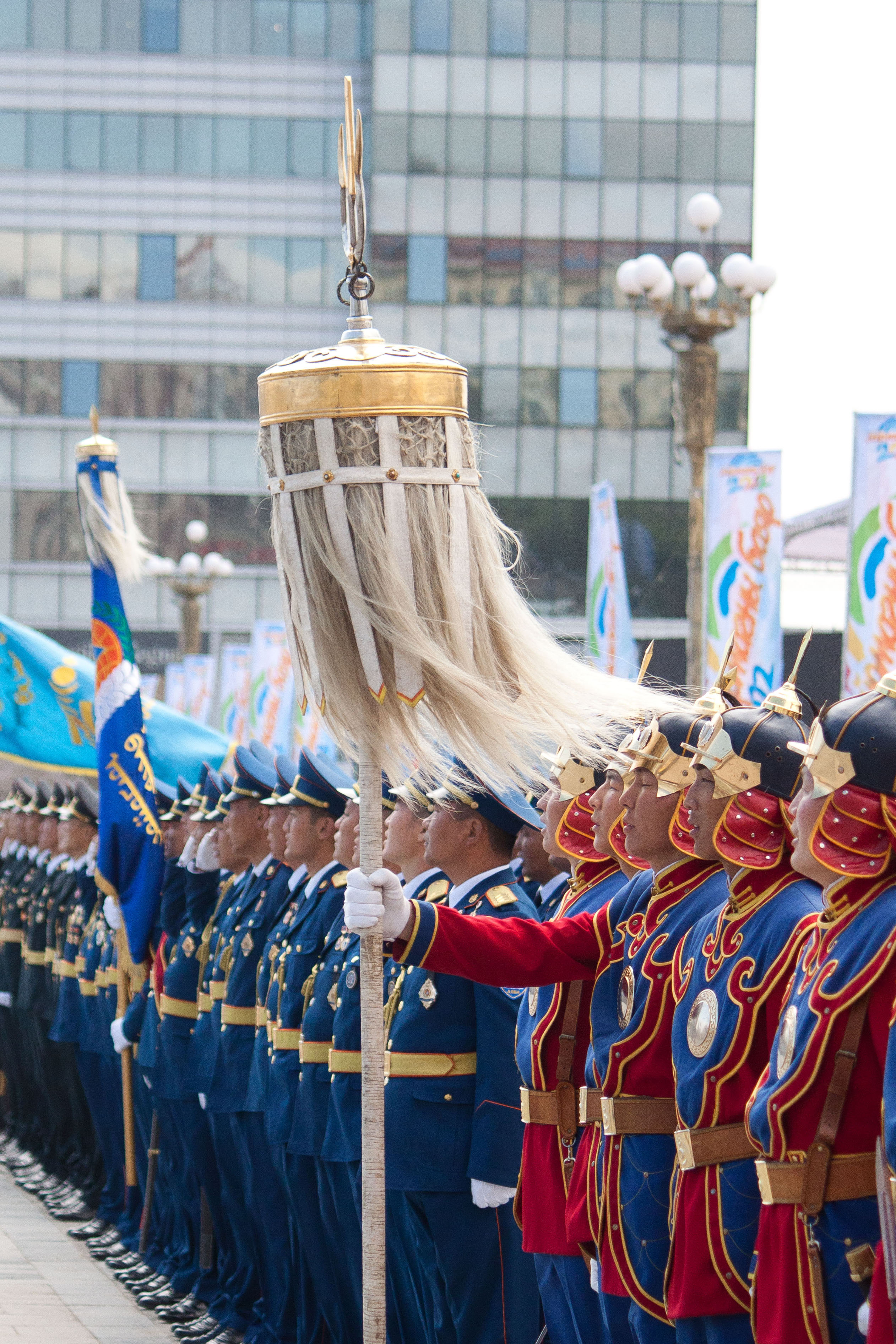
Un tug izado en la Plaza Sükhbaatar, Ulán Bator

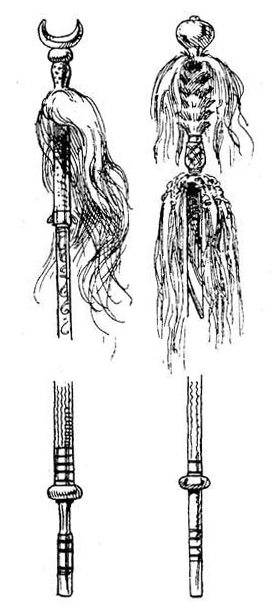
Tuges húngaros otomanos capturados por Fernando II de Habsburgo, archiduque de Austria en 1556.

Un tug (mongol: туг [tʰʊɡ], turco: tuğ, turco otomano: طوغ ṭuġ o توغ tuġ) o sulde (mongol: сүлд) es un palo con pelos de cola de caballo o yak de diferentes colores dispuestos de forma circular en la parte superior. Fue izado históricamente durante el período del Imperio mongol, y más tarde fue adoptado en kanatos turco-mongoles y turcos derivados y en el Imperio otomano. En el siglo XVIII, también fue adoptado por la caballería eslava (cosacos y jaidamakas), bajo el nombre bunchuk (ucraniano: бунчук; polaco: buńczuk). Todavía es usado por algunas unidades del ejército polaco.

## Mongoles
Un estandarte de pelo blanco era usada como un símbolo de tiempo de paz, mientras que el estandarte negro era para la guerra. El uso de la cola del caballo es simbólico pues los caballos son fundamentales para el sustento de los mongoles. Esto es similar al uso de pelos de cola de caballo para el norin juur, un instrumento de cuerda.
El estandarte blanco original desapareció durante el periodo temprano del Imperio mongol, pero el negro sobrevivió como el depósito simbólico del alma de Gengis Kan. Los mongoles continuaron honrando el tug, y Zanabazar (1635–1723) construyó un monasterio con la misión especial de volar y proteger el estandarte negro en el siglo XVII. Alrededor de 1937, la bandera negra desapareció en medio de las grandes purgas de nacionalistas, monjes e intelectuales, y la destrucción de los monasterios.
Los tuges blancos adquirieron una importancia renovada en Mongolia después de que se adoptara la democracia a principios de la década de 1990 como un símbolo del tradicional estado mongol, en reemplazo de las anteriores banderas rojas comunistas.
El estandarte estatal hizado por los mongoles, el «Yesön Khölt tsagaan tug» (mongol: Есөн хөлт цагаан туг) o el «Estandarte de nueve bases blancas», está compuesto por nueve astas de bandera decoradas con pelos blancos de cola de caballo que cuelgan de una superficie redonda con una forma de llama o tridente en la parte superior. El Estandarte de nueve bases blancas era un emblema de tiempo de paz utilizado exclusivamente por los kanes frente a sus yurtas. La pancarta central es más grande que el resto y se coloca en el centro de los otros ocho. Las nueve banderas blancas mongólicas modernas se guardan en el Palacio de Gobierno en Ulán Bator.
El «Dörvön khölt khar sulde» (mongol: Дөрвөн хөлт хар сүлд) o el "Estandarte de nueve bases negras" era usado en tiempos de guerra. Está hecho de pelos de cola de caballo negro y volado de la misma manera. Según la crónica ilustrada de japonesa, Mōko Shūrai Ekotoba, la bandera de la flota Yuan de Mongolia que invadió Japón era negra. Los modernos estandartes negros de Mongolia se guardan en el Ministerio de Defensa.
Dentro de las Fuerzas Armadas de Mongolia, el tug negro\ se usa como fastigio en los astas de bandera de los estandartes militares.
| |
| Gengis Kan proclamó kan de todos los mongoles. Las banderas blancas se pueden ver a la derecha. siglo XV. de la "Historia del mundo" de Rashid al-Din (BNF Supplément persan 1113, fol. 44v) |

| |
| Los mongoles sitian una ciudad en el Cercano Oriente. El estandarte negro se puede ver detrás de la catapulta, una miniatura de principios del siglo XIV a partir de una m. de la "Historia del mundo" de Rashid al-Din (Biblioteca de la Universidad de Edimburgo) |